# Cabaret Saint-Germain-des-Prés
Le Cabaret Saint-Germain-des-Prés fut un des cabarets francophones les plus courus de Montréal dans les années 1950. Il était situé au coin sud-ouest de rue Sainte-Catherine et de la rue Saint-Urbain à Montréal. Il a ouvert en octobre 1953. Il fut en opération une dizaine d'années.
En fait, à la fermeture du cabaret Au Faisan Doré (1950), la majorité des artistes associés à ce cabaret se transportèrent au Saint-Germain-des-Prés. Cette petite salle de 150 places contribuera à donner à Montréal, ville éminemment nord-américaine, une image un peu plus française.
On y a reproduit la formule à succès du Faisan Doré, avec au début des années 1950, les mêmes artistes : Jacques Normand, Gilles Pellerin et Colette Bonheur auquel s'ajoutèrent rapidement de jeunes artistes québécois tels Paul Berval, Normand Hudon, Dominique Michel, Clémence DesRochers, Pauline Julien, Serge Deyglun, Raymond Lévesque et Monique Leyrac.
Le Cabaret Saint-Germain-des-Prés, inspiré librement des cabarets parisiens de la rive-gauche de l'époque, était une institution phare de la musique francophone du Québec des années 1950.
L'édifice abritant le Cabaret Saint-Germain-des-Prés a été démoli dans les années 1970 pour faire place au Complexe Desjardins. 

## Sources et liens externes
- Bourassa, A. G. et Larrue, J. M., Les nuits de la Main : Cent ans de spectacles sur le boulevard St-Laurent (1891-1991), Montréal, Éditions VLB., 1993
- Robert Gauthier, Jacques Normand, l'enfant terrible, Montréal, Ed. de l'Homme, 1998